# Обсада на Солун (1383 – 1387)
Вижте пояснителната страница за други значения на Обсада на Солун.
Обсадата на Солун, продължила от 1383 до 1387 година, е първият опит за завладяване на втория град на Византийската империя от страна на османските турци.

## Предистория
Завладяването на Галиполи от османците през 1354 г. отключва бърза турска експанзия в Южните Балкани, провеждана както от самите османци, така и от полу-независими гази-военни групи. До 1369 г. османците завладяват и Одрин.

## Обсада
През този период Солунско се управлява от Мануил Палеолог и в крайна сметка се предава след продължителна четиригодишна обсада. С това е покорена и по-голямата част от Източна и Централна Македония.

## Последици
Първоначално завладените градове получават пълна автономия в замяна на плащане на поголовен данък харадж. През 1391 Мануил Палеолог е коронясан за император, при което Солун отхвърля за кратко османската си зависимост. В крайна сметка Солун попада в ръцете на Сюлейман Челеби през Османското междуцарствие, което налага да бъде превземан отново през 1430.